# Maison de Vergy
Pour les articles homonymes, voir Vergy.
La maison de Vergy est une grande famille du Moyen Âge, originaire de Bourgogne. Elle tire son nom du château de Vergy, situé à Reulle-Vergy, entre Dijon et Beaune (Côte-d'Or).
Plusieurs anciennes familles et titulaires se sont succédé jusqu'au XIe siècle sur le fief de Vergy, dont les liens éventuels restent controversés, différents auteurs ayant donné différentes versions. La dernière famille connue sous ce nom est attestée à partir de la fin du XIe siècle. Elle forma plusieurs branches, implantées en Bourgogne et en Franche-Comté, et s'éteignit en 1630 avec son dernier représentant, issu de la branche de Champvent et de Champlitte.
La seigneurie de Vergy et son château ont quitté la maison de Vergy dès 1199 au profit des ducs de Bourgogne, par le mariage d'Alix de Vergy (née vers 1180 - 1252) avec le duc Eudes III de Bourgogne (1166-1218).

## Château de Vergy
Le château de Vergy était situé sur un éperon rocheux à Reulle-Vergy (canton de Gevrey-Chambertin en Côte-d'Or). La première implantation d'une forteresse sur ce lieu daterait de l'époque romaine. Rasé en 1609, il n'en reste que peu de traces.

Ruines du château de Vergy
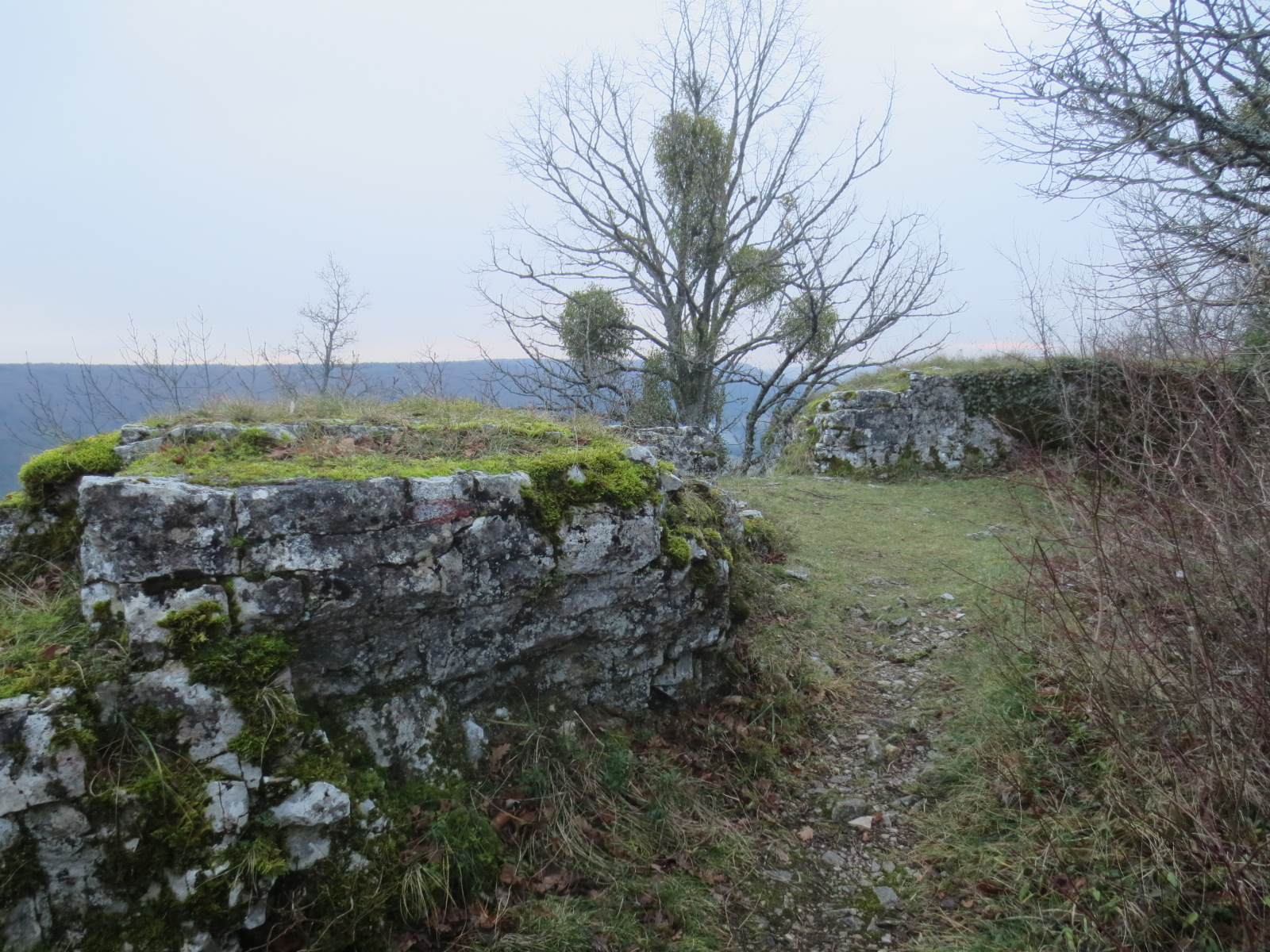
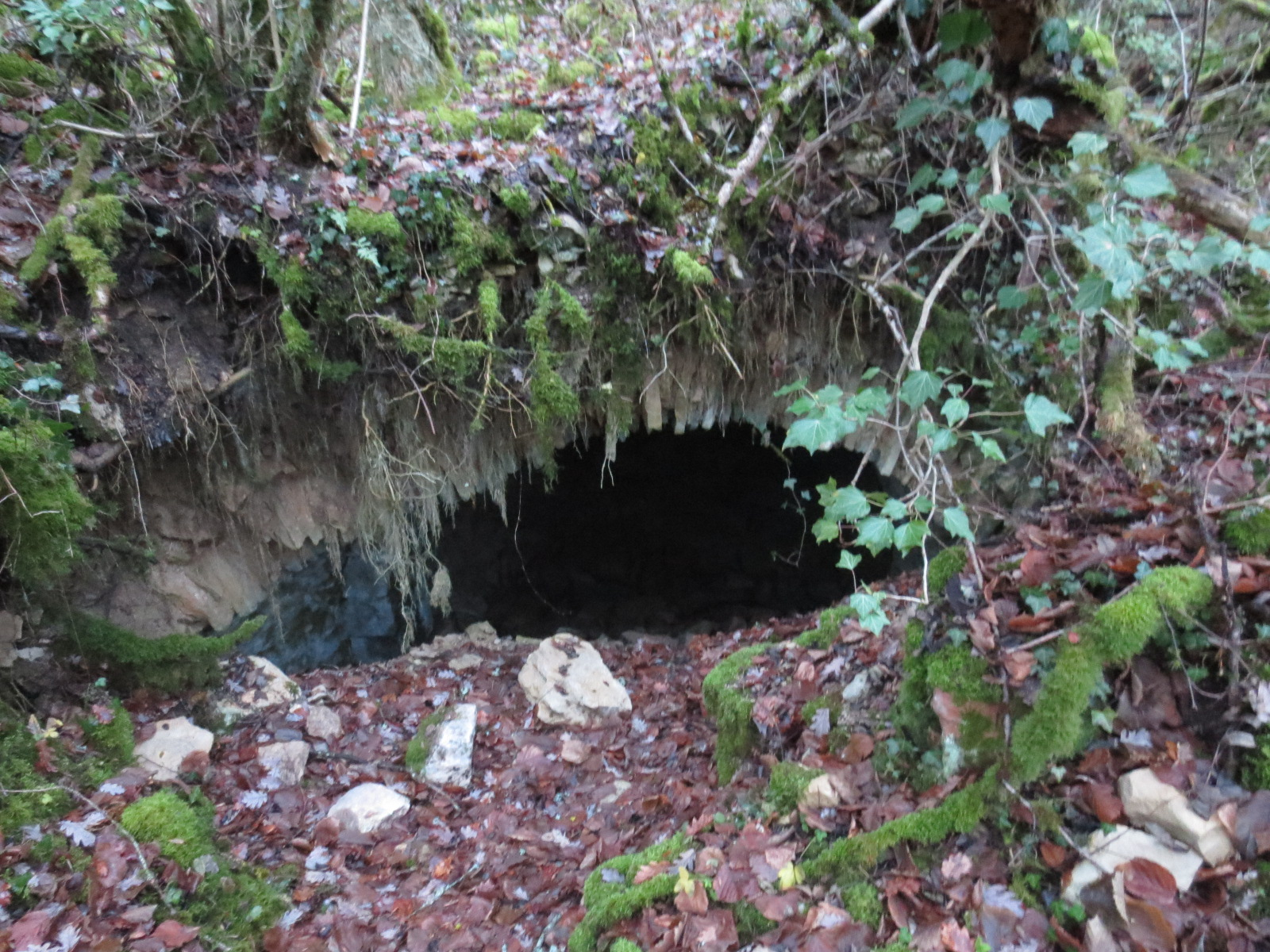
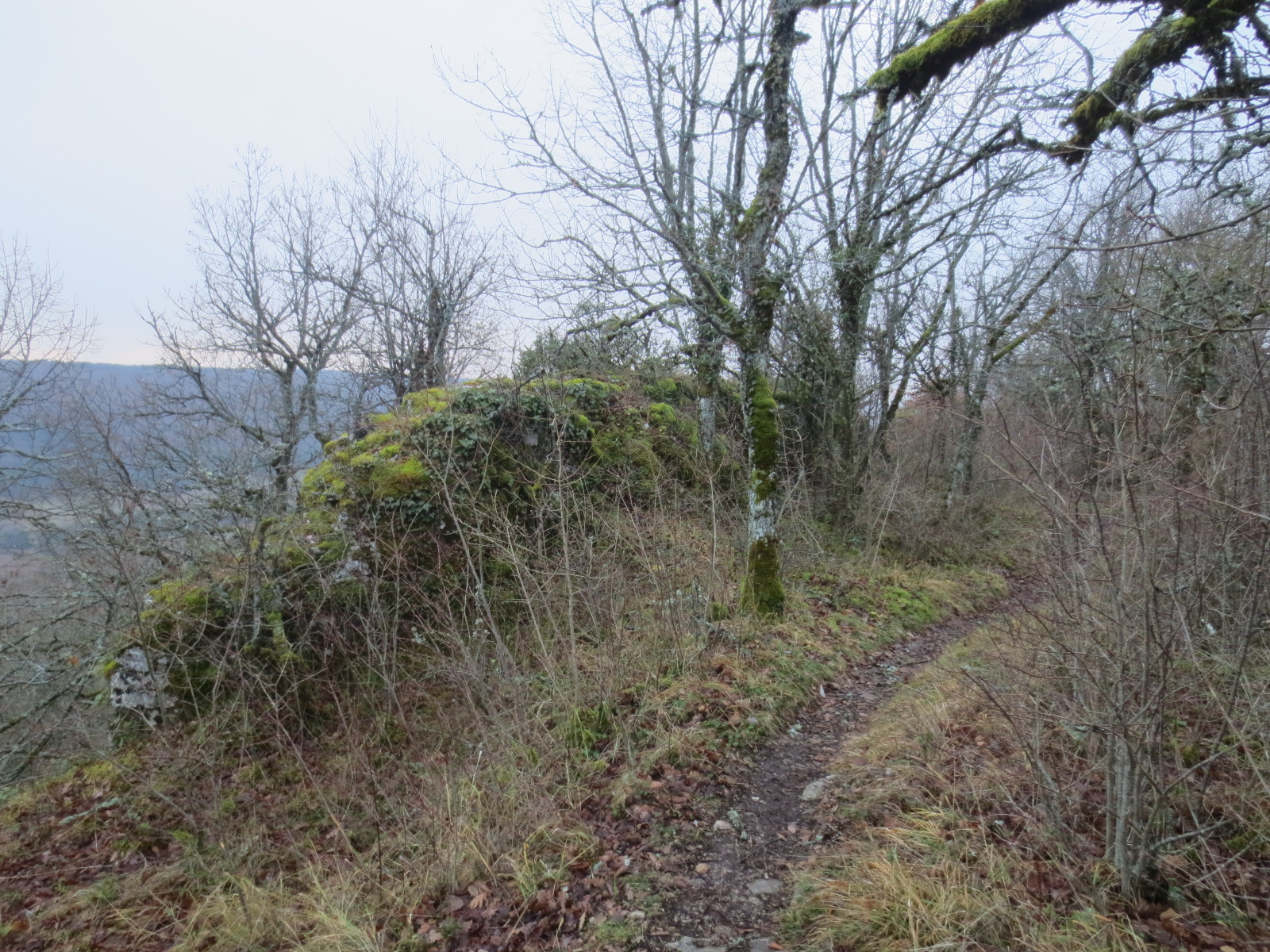
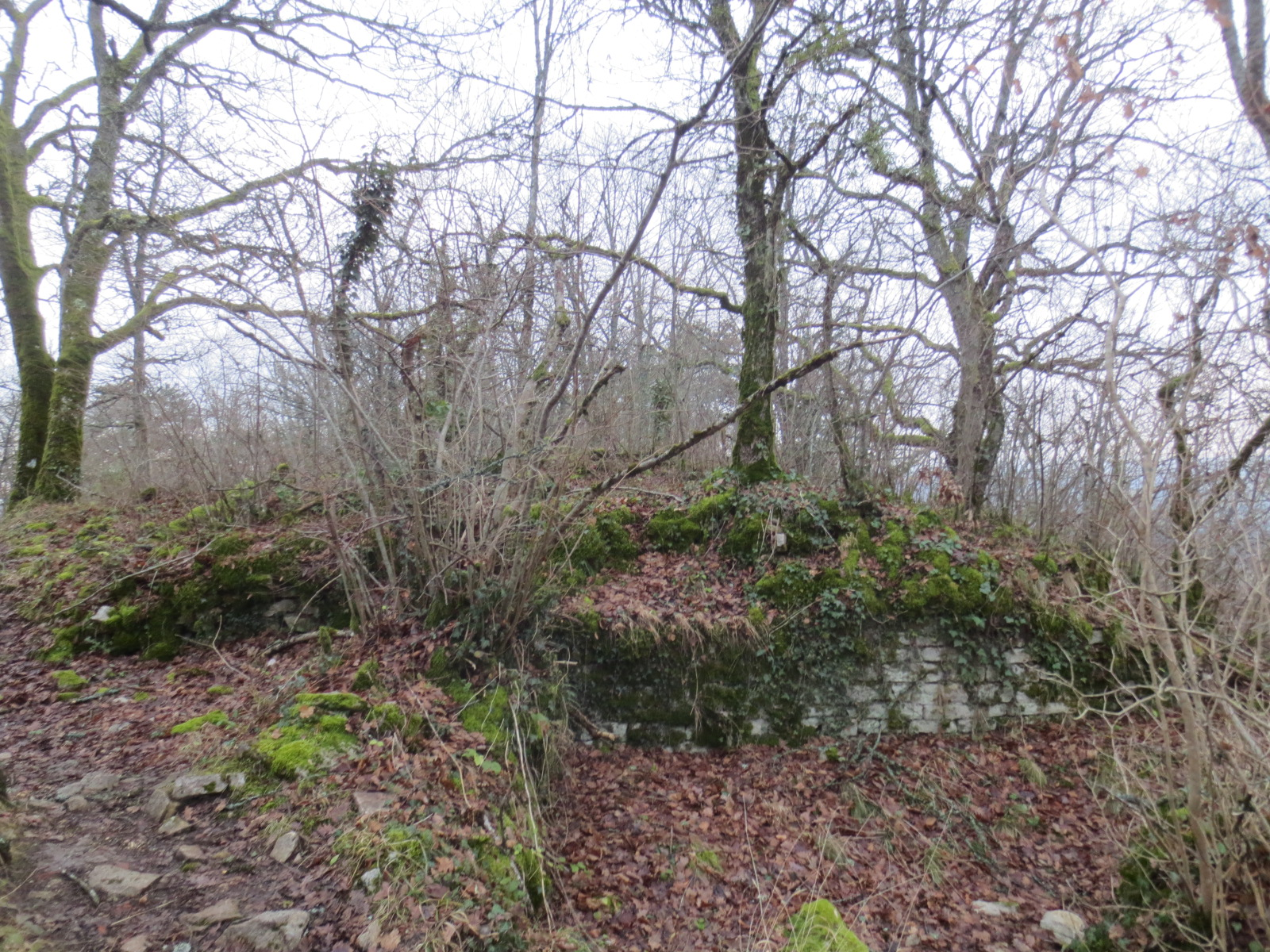

Au XIIe siècle, le château de Vergy est considéré par le roi Louis VII comme la plus imprenable des forteresses du royaume. En 1185, le duc de Bourgogne Hugues III, voulant forcer Hugues de Vergy (1141-1217) à lui rendre hommage, l'assiège pendant dix-huit mois, mais en vain ; le roi Philippe II Auguste fait lever le siège l'année suivante.
Le pape Alexandre III y a trouvé refuge en 1159. C'est à cette époque qu'est construite l'église Saint-Saturnin de Vergy.
En 1199, la seigneurie de Vergy et son château sont intégrés au duché de Bourgogne par le mariage d'Alix de Vergy (1170-1252) avec le duc Eudes III de Bourgogne (1166-1218),. Nonobstant cette aliénation, les descendants mâles de la famille continuent à porter le nom de Vergy. La seigneurie fit partie du douaire de plusieurs duchesses de Bourgogne de la maison de France, dont Agnès de France (1260-1325) fille du roi Saint Louis et épouse du duc Robert II de Bourgogne.
En 1477 à la mort du duc Charles le Téméraire à la bataille de Nancy, le roi Louis XI de France réintègre la seigneurie de Vergy avec l'État bourguignon au domaine royal. Le château est aussitôt cédé par le roi à Guillaume IV de Vergy seigneur d'Autrey.
| Curtil-Vergy Segrois D116 les Beveys montgne de · Villars montgne de · Montlissard Meuilley |

## Premiers seigneurs de Vergy

### Époque mérovingienne
Le premier seigneur de Vergy connu dans les documents serait Guérin de Vergy (ou Warin de Vergy), frère de saint Léger d'Autun. Le maire du palais de Neustrie Ébroïn l'aurait fait lapider vers 674 (en 669, dit Quillot) au pied de l'éperon rocheux de Vergy, peu de temps avant le martyre de son frère.

### Comtes de Chalon et de Beaune (IXe–Xesiècles)

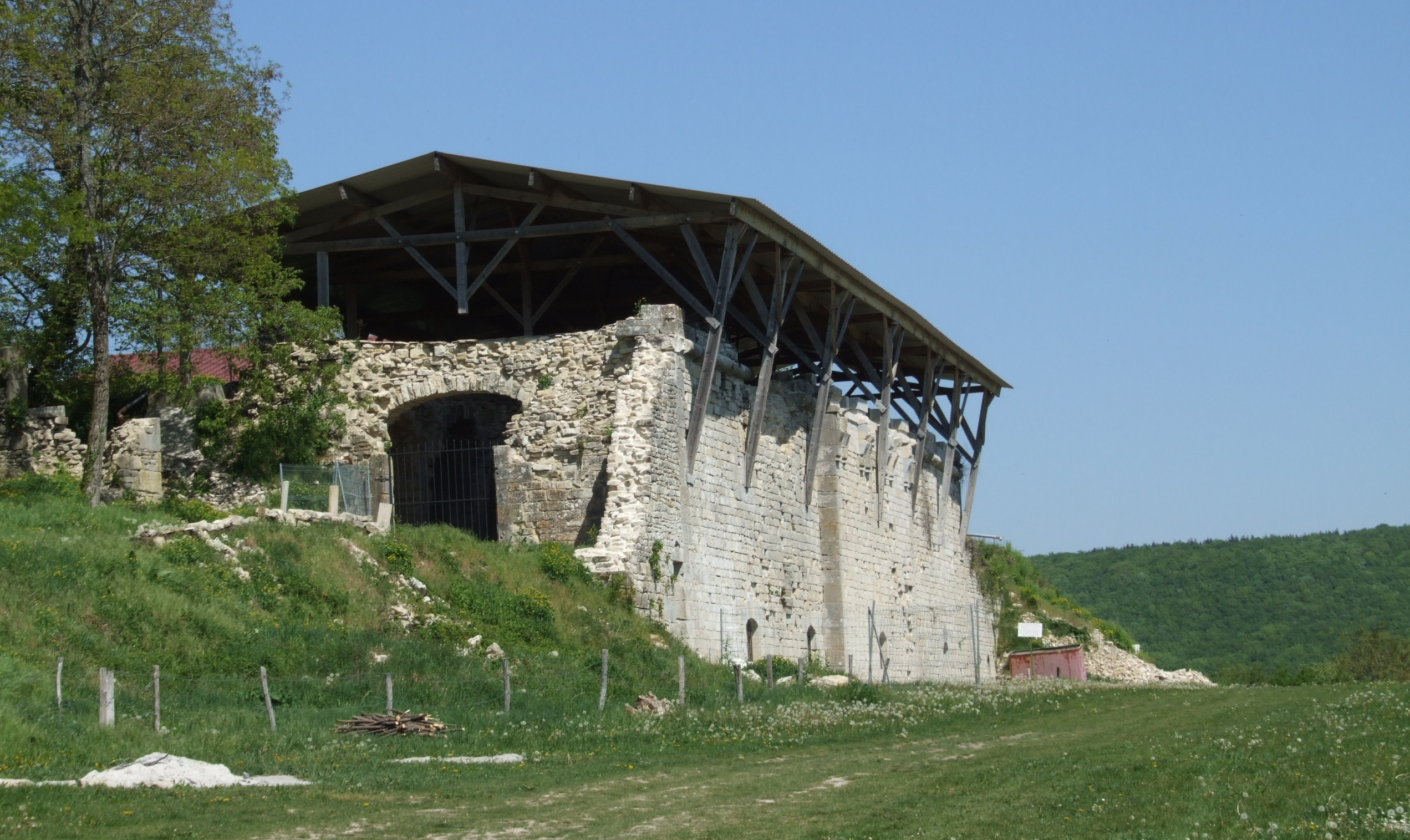
Restes de l'abbaye Saint-Vivant de Vergy (IX).

La famille de Chalon aurait pris naissance au IXe siècle avec ou Guérin de Vergy ou Warin Ier d'Auvergne (v.760-v.819), qui fut comte de Chalon et de Mâcon, puis comte d'Auvergne (818),.
Puis une branche des Girardides (Adalard) récupère l’héritage Warinide ou Garinide à Chalon, à Beaune et à Autun. En 859, cette parentèle profite du recul des Garinides dans la Marche d’Autun :  ils eurent en charge avec Adalard l'administration de ce grand comté. Après la disgrâce de Girard de Vienne, celle-ci perd de son influence dans la vallée de la Saône mais se maintient à Troyes. Le comte Adalelme en est le dernier représentant. Sa veuve, Ermengarde, épouse Manassès l'Ancien et lui transmet des biens et des honneurs à Troyes, Chalon et Beaune.
- Manassès Ier l'Ancien (-920)[mdlnds 2], dit parfois Manassès Ier de Chalon, comte de Chalon, de Beaune, de Dijon, d'Oscheret et d'Atuyer, de Langres. Vers 910, Manassès et son frère Wallon (Walo), évêque d'Autun, fondent l'abbaye Saint-Vivant de Vergy sur le site de Vergy[N 1]. Les reliques de saint Vivant y sont placées, protégées des invasions normandes[2].

x Ermengarde de Troyes, peut-être veuve du comte Troyes Alleaume ou Adalelme.
- - Gilbert de Chalon (Giselbert) († apr. Pâques 956), comte de Dijon, d'Autun, comte principal de Bourgogne (952-956)[mdlnds 3], mort à Paris. En 924 Gilbert et son frère Wallon soutiennent leur oncle Raynard de Vergy, vicomte d'Auxerre et frère de Manassès II "comte de Dijon"[mdlnds 4], dans la prise de Mont-Saint-Jean[mdlnds 3].
x Ermengarde, filiation incertaine. Selon Duchesne elle serait la fille de Richard le Justicier duc de Bourgogne ; mais cela pose plusieurs problèmes, rendant cette filiation douteuse[mdlnds 3].
    - Adelais (°~930/935)[mdlnds 5],[N 2].
x (av. 950) Robert (-apr. 19 juin 966) comte de Meaux, fils de Heribert II comte de Vermandois et de sa femme Adela [Capet]. Robert devient comte de Troyes en 956 à la mort de son beau-père, par le droit de sa femme.
    - Lietgarde († apr. 958)[mdlnds 6].
x 1) (-955, ~Pâques) Otton (Eudes), fils de Hugues "le Grand", Capet, duc des Francs et de sa troisième femme Hedwig de Saxonie. Comte d’Auxerre. à la mort de son beau-père en 956, Lothaire roi des Francs installe Eudes en Bourgogne à Beaune. Il est fait duc de Bourgogne en 960. Enterré à Saint-Germain d’Auxerre[mdlnds 6].
    - Adelais ? († apr. 8 oct. 984). La filiation d'Adelais est très incertaine[mdlnds 7].
x 1) Lambert (-22 fév. 979) comte de Chalon, fils de Robert vicomte de Dijon et de sa femme Ingeltrude. Adelais est la deuxième femme de Lambert[mdlnds 7].
x 2) (2 ou 9 mars 979) Geoffroy Ier Grisegonelle (-21 juill. 987)[mdlnds 8] comte d'Anjou, fils de Foulques II comte d’Anjou et de sa première femme Gerberge (de Maine ?)[mdlnds 7].

### Titulaires non rattachés
Raoul de Vergy (Radulphus) († 970), comte d'Auxois et de Dijon, seigneur de Vergy (925-970), aurait eu pour fils :
- Gérard de Vergy (950-1023), seigneur de Vergy (970-1023), mort sans postérité connue.

### Famille de Beaune (Xe–XIesiècles)
La famille de Bourgogne-Beaune est issue de Henri († av. 1023), puis de son frère Eudes, vicomte de Beaune († après 25 août 1005), fils naturels du duc Eudes-Henri Ier de Bourgogne (~948-15 oct. 1002).
- Eudes-Henri Ier de Bourgogne (~948-1002)[mdlnds 11].
  - Henri († av. 1023), seigneur de Vergy[mdlnds 9].
    - Humbert de Vergy (1000-22 novembre 1060), seigneur de Vergy de 1023 à 1030, puis évêque de Paris. Le 15 février 1023 ou en 1033[N 3], il fonde le chapitre de Saint-Denis de Vergy[mdlnds 9],[mdlnds 12] ; la collégiale, accolée aux remparts près de la seule tour qui en subsiste actuellement, est reconstruite par Alix de Vergy.
    - Elisabeth de Vergy († apr. 1023)[mdlnds 13].
x (av. 1016) Otton II de Mâcon (~1000- ~1033/1041), fils de Guy Ier de Mâcon (comté de Bourgogne) et de sa femme Aélis de Mâcon. Elisabeth est la première femme d'Othon II, qui succède à son père comme comte de Mâcon en 1026[mdlnds 13],[mdlnds 14]. Dont postérité des comtes de Mâcon.
      - Geoffroy de Mâcon († 17 déc. av. 1065), comte de Mâcon en 1041[mdlnds 14].
      - Robert de Mâcon[mdlnds 14].

    - un enfant, fille ou garçon[mdlnds 9].
x ?
      - Girbald[mdlnds 9].

  - Eudes de Beaune († apr. 25 août 1005), vicomte de Beaune[mdlnds 15].
    - Jean de Vergy († apr. 1053), aussi appelé Jean de Beaune. Il a deux sœurs (Elisabeth et autre sœur) ou peut-être un frère et une sœur (Savaric et autre sœur), sans certitude pour l'un ou l'autre cas mais avec présomptions vers deux sœurs[mdlnds 16].
    - Elisabeth de Vergy († apr. 1115), dame de Vergy[N 4]. Début XIIe (charte non datée) elle donne des biens à Cîteaux. En 1120 ou 1124, elle redonne à Saint-Étienne de Dijon la manse de la "villa…Modeliacus", futur Meuilley[mdlnds 16] (ce qui sous-entend clairement qu'un de sa famille l'avait volé des moines en premier lieu) ; elle autorise les moines de Saint-Germain-des-Prés à donner à Cîteaux des terres "apud Gilliacum" acquises de "Aimonem et conjugem eius Waronem...et Widonem filios eiusdem" (Aimon et sa conjointe Waro... et leur fils Wido).
x Savaric (Severicus) († 1120 ou apr.)[mdlnds 17] seigneur de Châtel-Censoir (il existe une possibilité que ce soit Savaric, plutôt que sa femme Elisabeth, qui soit l'enfant de Eudes de Beaune, bien qu'au moins un texte[N 4] suggère l'ordre suivi ici). Savaric est aussi cité comme seigneur de Vergy, qui lui est peut-être apporté par son mariage ; et comme comte de Châlon. Vers 1096 il achète de son neveu Geoffroy de Donzy[N 5], qui part à Jérusalem, la moitié du comté de Châlon puis revend cette moitié à Gauthier évêque de Chalon ; lors de cette vente son fils Simon est marié mais pas Hervé. Le 16 février 1107 Savaric est témoin lorsque Hugues II duc de Bourgogne confirme sa protection de l'abbaye Saint-Bénigne de Dijon. Après 1113 il vend Châtelet-Chalon à Hugues II de Bourgogne.
Elisabeth a six enfants, dont quatre avec Savaric ; ses deux derniers enfants semblent être issus d'un remariage[mdlnds 16],[N 6].
    - une fille († 1055)[mdlnds 16].
x Hervé de Donzy († 1055) fils de Geoffroy de Semur et de sa seconde femme Mathilde de Chalon dame de Donzy[mdlnds 18].

## Maison de Vergy

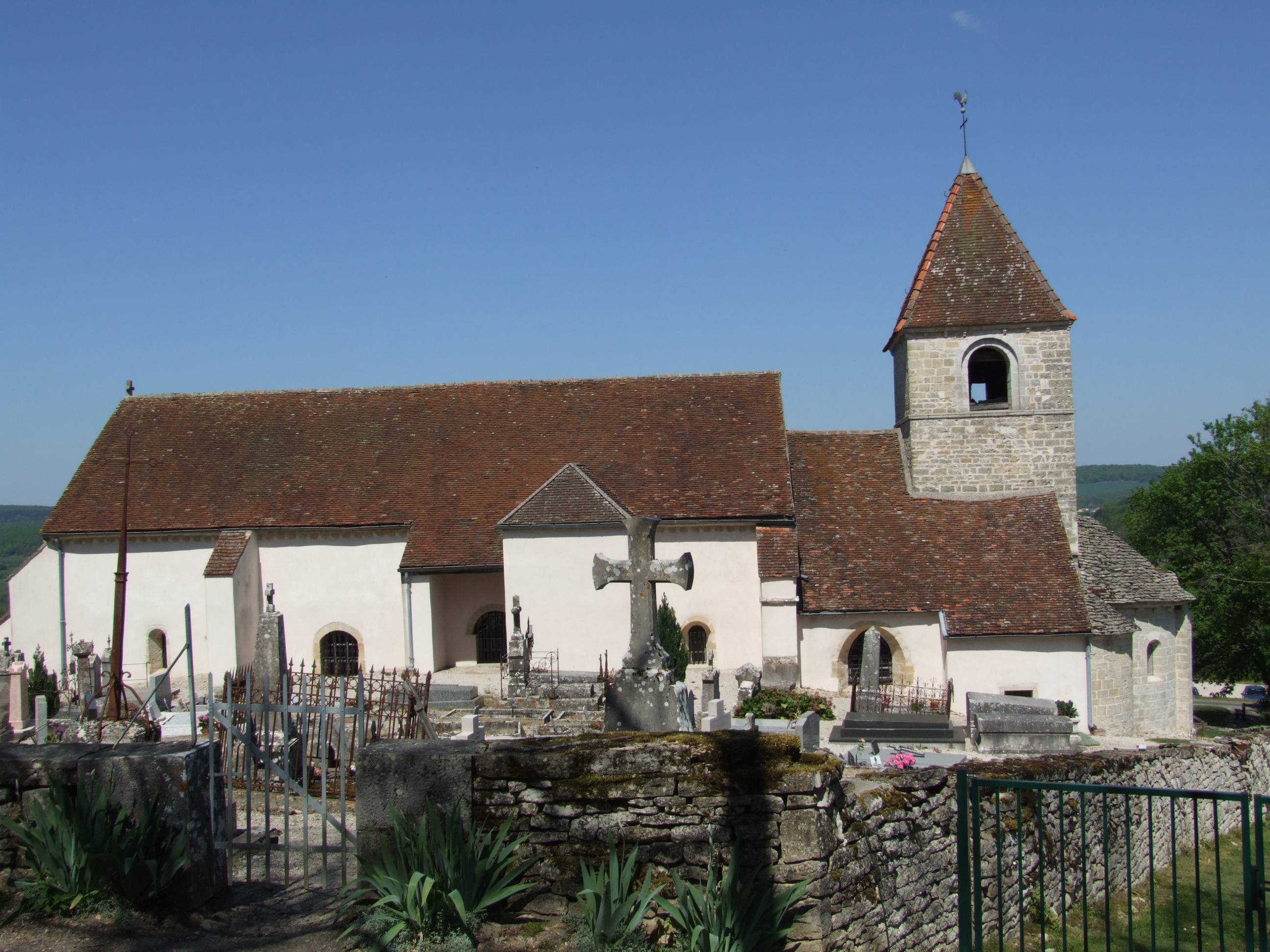
Église Saint-Saturnin de Vergy, du XIIe siècle (XVIe siècle pour les voûtes de la nef).

La maison de Vergy, au sens d'une filiation agnatique continue, commence avec Savary, seigneur de Châtel-Censoir, cité en 1096, qui prend le nom, pour lui et sa descendance, de la seigneurie apportée par son épouse Elisabeth.

### Branches
La maison de Vergy forma plusieurs branches :
- la branche ainée des seigneurs de Fouvent, qui donna un archevêque de Besançon, Guillaume de Vergy, cardinal en 1391[1] (éteinte vers la fin du XVe siècle) ;
- les seigneurs d'Autrey[1] (éteinte en 1467) ;
- les seigneurs de Champvent et comtes de Champlitte, qui donnèrent un sénéchal et un maréchal de Bourgogne au XVe siècle[N 7], et un archevêque de Besançon en 1517[1] (éteinte en 1630) ;
- les seigneurs de Mirebeau et de Bourbonne[1] (éteinte à la fin du XIVe siècle) ;
- les seigneurs de Beaumont, issus de Simon de Vergy († apr. 1189), frère d'Hugues de Vergy (1141-1217)[réf. à confirmer][12] (éteinte en 1270).

### Arbre
- Savary (Savaricus, Severicus) († 1120 ou après), seigneur de Châtel-Censoir, cité en 1096.
x (vers ?) Elisabeth de Vergy († après 1115), dame de Vergy.
  - Simon de Vergy  († apr. 1131)[mdlnds 19],[13].
x (nom inconnu selon Medlands, peut-être Elisabeth selon Duchesne[14]) ; ils ont un seul enfant :
    - Guy de Vergy  († 24 fév. ou 4 avril 1191), co-seigneur de Vergy avec son oncle Hervé († 1171 ou apr., fils d'Elisabeth et Savaric) et un Philippe (non identifié) dans les années 1140. Mort au siège de Saint-Jean-d'Acre[mdlnds 20].
x Alix de Navilly (Adelaïs) († apr. 1179), fille de Gauthier de Neublans seigneur de Navilly et de sa femme Mathilde de la Ferté (Châtillon, vicomtes de Dijon). Ils ont deux enfants[mdlnds 21].
      - Hugues de Vergy  († un 17 déc., entre 1200 et 1211), seigneur de Vergy[mdlnds 22]. Croisé ; son écusson figure au musée de Versailles[15].
x (av. 1179) Gisle de Traînel (aussi appelée "Gilette") († apr. juin 1217), fille de Garnier II seigneur de Traînel et de sa femme (nom inconnu)[mdlnds 23].
        - Warner de Vergy († apr. 1189), mort avant son père[mdlnds 22].
        - Simon de Vergy, mort avant son père[mdlnds 22].
        - Guillaume de Vergy  († 19 janv., ~1241), succède à son père comme seigneur de Vergy, seigneur de Mirebeau, sénéchal de Bourgogne[mdlnds 24].
x (1207 ou av.) Clémence de Fouvent (-apr. juill. 1263), fille de Henri seigneur de Fouvent et de sa première femme Agnès de Broyes[mdlnds 25].
          - Hugues de Vergy († apr. 1223)[mdlnds 24].
          - Henri de Vergy  (†~1258/mai 1267), sénéchal de Bourgogne, seigneur de Mirebeau[mdlnds 26],[N 8].
x (av. avril 1241) Elisabeth de Salins († 31 mars 1277) veuve de Henri de Vienne seigneur de Montmorot et de Vadans, comte titulaire de Vienne ; puis séparée de Ulric II comte de Ferrette. Fille de Jean Ier "l'Antique/le Sage" comte de Chalon et de sa première femme Mathilde de Bourgogne. Morte au château de Vadans[mdlnds 27].
            - Guillaume de Vergy († av. début septembre 1273), seigneur de Mirebeau, sénéchal de Bourgogne[mdlnds 28].
x Laure de Lorraine (~1234/1237 - † après le 3 mai 1288), veuve de Jean de Dampierre seigneur de Dampierre et de Saint-Dizier, fille de Mathieu II duc de Lorraine et de sa femme Catherine de Limbourg[mdlnds 28].
            - Jean Ier de Vergy († 1310), seigneur de Fouvent, sénéchal de Bourgogne, enterré à Theuley[mdlnds 29].
x (av. 31 octobre 1263) Marguerite de Noyers († apr. 1310), fille de Milon VIII seigneur de Noyers et de l'une de ses femmes (soit la première épouse, de la famille des Barres, soit sa seconde femme Alixende)[mdlnds 30].
              - Henri de Vergy († avril 1333), seigneur de Fouvent, de Champlitte et d’Autrey, sénéchal de Bourgogne[mdlnds 29].
x Maheut de Dommartin (Mehaudis de Dampmartin, Dammartin ?) fille de Jehan comte de Dommartin en septembre 1298. Enterré à Theulay[mdlnds 29].
                - Jean de Vergy le Borgne († 1353), seigneur de Fouvent, de Champlitte et d’Autrey, sénéchal de Bourgogne[mdlnds 29].
x Gillette de Vienne († 1364), fille de Guillaume de Vienne seigneur de Saint-Georges et de Sainte-Croix et de sa femme Marguerite de Vaudémont. Il est enterré à Theulay.
                  - Marie de Vergy († 1407)[mdlnds 31].
x (1357) Jean de Coligny seigneur d’Andelot.Sceau de Jean III le Grand
(† 1418).
                  - Jean III  de Vergy le Grand († 25 novembre 1418), seigneur de Fouvent, de Champlitte, de Vignory et de Port-sur-Saône, sénéchal de Bourgogne[N 9],[N 10].
x 1) (31 août 1372) Jeanne de Chalon ("Jeanne de Chalon-Arlay") († 1380), fille de Jean de Chalon seigneur d’Arlay et de sa première femme Marguerite de Mello dame de l'Hermine ;
x 2) (av. 1394) Isabelle de Ribeaupierre († apr. 1394), fille de Bruno de Haute-Ribeaupierre et de sa femme (Jeanne de Blâmont ?) ;
x 3) (av. 26 novembre 1402) Jeanne de Vienne, veuve de Jean de Rougemont seigneur de Tilchâtel et de Buffey puis veuve de Edouard de Saint-Dizier seigneur de Saint-Dizier et de Vignory, fille de Henri de Vienne seigneur de Mirebel et de sa femme (nom inconnu). D'où postérité des seigneurs de Fouvent[mdlnds 31].
                    - (1) Antoine de Vergy († 1439), comte de Dammartin. Mort sans postérité.
                    - (1) Marie de Vergy, épouse Conrad IV de Fribourg

                  - Guillaume de Vergy († 1407), archevêque de Besançon (1371), cardinal (1391). Il meurt à Rome[mdlnds 31].
                  - Jacques de Vergy († 1398), seigneur d’Autrey, de Mantoche et d’Arc[N 10].
x (1374) Marguerite de Wufflens († apr. 1403) dame de Champvent et de la Motte, veuve de Louis comte de Neuchâtel, fils de Hugues de Wufflens et de sa femme (nom inconnu)[mdlnds 31].
                    - Jean de Vergy († 10 septembre 1419), seigneur d’Autrey et d’Arc.
x (11 oct. 1415) Antoinette de Salins dame de Vaugrenant et de Montferrand, veuve de Rodolphe comte de Gruyère, fille de Anselme seigneur de Salins et de Vaugrenant et de sa femme Jeanne de Montferrand. Il meurt à Montereau. D'où postérité des seigneurs d’Autrey, de Fouvent et de Champlitte[mdlnds 31].
                    - Pierre de Vergy († 1440), seigneur de Champvent.
x 1) (1413) Catherine de Gruyère, fille de Rodolphe comte de Gruyère et de sa femme Antoinette de Salins ;
x 2) (~1427) Alix de Rougemont, fille de Guy II de Rougemont seigneur de Tilchâtel et de Ruffey et de sa femme (nom inconnu). D'où postérité des seigneurs de Champvent et de Fouvent[mdlnds 31].

                  - Guillemette de Vergy († 26 juill. 1401). Elle est enterrée à Marast.
x Henri de Villersexel († 1412) comte de la Roche, seigneur de Villersexel, fils de Amédée de Faucogney seigneur de Villersexel et de sa femme Jeanne de la Roche[mdlnds 31].

                - Marguerite de Vergy († apr. juill. 1357), dame de Vadans.
x Louis Ier de Poitiers (21 ou 23 oct. 1345) comte de Valentinois[N 11], fils de Aymar V de Poitiers[N 12] comte de Valentinois et de sa seconde femme Sibylle de Baux. Marguerite et Louis doivent obtenir une dispense du pape pour pouvoir se marier ; elle est datée du 1er juillet 1319. Louis de Poitiers meurt à la bataille d'Auberoche et est enterré au monastère franciscain de Crest[mdlnds 31].
                  - Aymar VI de Poitiers le Gros, comte de Valentinois et de Diois, seigneur de Taulignan et de Saint-Vallier. Il meurt sans enfant en 1374 ou 1376.
x Alix Roger de Beaufort dite Alix la Major, nièce du pape Clément VI et sœur de Grégoire XI.

                - Philippe de Vergy († novembre 1318)[mdlnds 31].

              - Guillaume de Vergy († entre le 13 juin et le 10 décembre 1360), seigneur de Mirebeau et de Fontaine-Française[N 13],[N 14]. Origine de la branche des seigneurs de Mirebeau, Fouvent-Saint-Andoche, Champlitte et Autrey (1180-1625).[réf. souhaitée] Il prend possession de la seigneurie de Fontaine-Française[mdlnds 32],[mdlnds 33].
x 1) (1263) Isabelle de Choiseul, fille de Raynard de Choiseul († 1300) seigneur de Bourbonne et de sa femme Alix (Alix de Joinville dame de Sailly ?) († av. 1319)[mdlnds 33] ;
x 2) (apr. 1319) Agnès de Durnay († 30 janv., 1349 ou après), dame de Vuillafans-le-Neuf, veuve de Jean II seigneur de Montfaucon (Guillaume de Vergy est son deuxième époux), fille de Milon de Durnay seigneur de Vuillafans-le-Neuf et de sa femme Philippa[mdlnds 33] ;
x 3) (av. 1356) Jeanne de Montbéliard († apr. 1370), veuve de Hugues de Joinville seigneur de Gex et de Marnay (Guillaume de Vergy est son deuxième époux), fille de Henri Ier de Montfaucon comte de Montbéliard et de sa femme Agnès de Bourgogne[N 14],[mdlnds 33].
                - (1) Jean de Vergy († ~1370), seigneur de Mirebeau et de Bourbonne[mdlnds 34]. Il a un seul enfant connu, par sa deuxième femme.
x 1) Isabelle de Joinville († av. 1355), fille de Anseau seigneur de Joinville et de sa deuxième femme Marguerite de[mdlnds 35].
x 2) (1355) Jeanne de Chambly dame de Neaufle-le-Château, veuve de Philippe de Vienne († nov. ou décembre 1359) seigneur de Pagny (Jean de Vergy est son deuxième époux), fille de Pierre de Chambly et de sa femme Isabelle de Bourgogne (comté de Bourgogne)[mdlnds 36].
                  - (2) Guillaume de Vergy (~1356-1374), seigneur de Mirebeau et de Bourbonne[mdlnds 34].
x Agnès de Jonvelle, fille de Philippe seigneur de Jonvelle et de sa femme Guillemette de Charny (en 1375 Guillemette de Charny épouse en secondes noces Philibert seigneur de Bauffremont). Guillaume et Agnès ont trois enfants[mdlnds 34].
                    - Jean de Vergy († 17 janvier 1388 ou 1389)[mdlnds 34].
                    - Marguerite de Vergy († jeune)[mdlnds 34].
                    - Jeanne de Vergy († 1410), dame de Mirebeau, de Bourbonne et de Charny[mdlnds 37].
x 1) (29 novembre 1371) Jean III de Montfaucon († 1372), seigneur de Vuillafans, fils de Gérard de Monfaucon seigneur de Vuillafens et d’Orbe et de sa femme Jacquette de Grandson, cousin germain d'Étienne de Montfaucon comte de Montbéliard. Mort sans postérité à la bataille près d'Asti en mai ou juin 1372[mdlnds 38],[N 15] ;
x 2) (31 mai 1383) Henri de Bauffremont seigneur de Scey († apr. mai 1410)[mdlnds 37].

                - (1) Isabelle de Vergy (av. 1320-av. 1354). Un document de 1389 signale qu'elle est morte à l'âge de 34 ans[mdlnds 39].
x (15 avril 1342) Henri de Bar († début 1380) seigneur de Pierrefort, fils de Pierre de Bar seigneur de Pierrefort (lui-même fils de Thiébaut II de Bar) et de sa première femme Jeanne de Vienne[mdlnds 39].
                - (2) Jeanne de Vergy († apr. 23 mai 1428)[mdlnds 40].
x 1) Geoffroy Ier de Charny († 19 septembre 1356), seigneur de Savoisy[mdlnds 40] et de Lirey[réf. nécessaire], mort à la bataille de Poitiers[mdlnds 40] ;
x 2) l'un des deux seigneurs suivants : Aimon de Genève († 7 novembre 1369) seigneur d’Anthon, fils de Hugues de Genève seigneur d'Anthon, et de sa première femme Isabelle dame d'Anthon (Jeanne de Vergy serait sa deuxième femme) ; ou Amédée IV de Genève († 4 décembre 1369), fils de Amédée III comte de Genève et de sa femme Mathilde de Boulogne (Auvergne), et qui succède à son père comme comte de Genève en 1367. Il meurt à Paris[mdlnds 40].
                - (2) Marguerite de Vergy († 1er novembre 1398), enterrée à Theulay.
x (à Dijon, av. 1346) Jacques de Grandson († en juin ou le 19 décembre 1381) seigneur de Grandson et de Pesmes, fils de Othon II seigneur de Grandson et de sa femme Jeanne de Pesmes[N 14]. Il est enterré à Pesmes Saint-Hilaire[mdlnds 34].
                - (3) Henriette de Vergy († 27 décembre 1427)[N 14]. Henriette est enterrée à Theulay[mdlnds 34].
                - (3) Guillaume de Vergy († apr. 1361)[N 14],[mdlnds 34].

              - Helisende de Vergy  († av. août 1312)[mdlnds 41].
x 1) (av. juill. 1284) Henri II (-1299) comte de Vaudémont, fils de Henri [I] comte de Vaudémont et de sa femme Marguerite de la Roche d'Athènes. Henri II de Vaudémont est tué lors d'une bataille[mdlnds 41].
 x 2) (~1301/mars 1302) Gaucher V de Châtillon (-1329) comte de Porcien, fils de Gaucher IV de Châtillon seigneur de Châtillon et de sa femme Isabelle de Villehardouin. C'est le deuxième mariage du connétable Gaucher V[mdlnds 41].
              - Jeanne de Vergy († apr. juin 1323)[mdlnds 29].

            - Henri de Vergy († un 3 juill., apr. 1289), canon à Langres, seigneur d’Autrey. En 1289 une charte le cite comme chantre de Besançon[mdlnds 26].

          - Guy de Vergy († apr. avril 1241)[mdlnds 42].
x (mai 1239) Flore d’Antigny fille de Philippe seigneur d’Antigny et de sa femme Elisabeth.Sceau, Alix de Vergy (1182 -1251), duchesse de Bourgogne.
          - Agnès de Vergy  († ~1261 ou au plus tard en oct. 1268), dame de Beauffremont par son premier mariage ; comtesse de Ferrete par son second mariage. Dame de Morey en 1256[mdlnds 43].
x 1) Pierre de Beauffremont, fils de Liebaud III seigneur de Bauffremont et de sa femme Isabelle de Reynel[mdlnds 43].
x 2) (av. 1256) Ulric II de Ferrette († 1er février 1275), comte de Ferrette, fils de Frédéric II comte de Ferrette et de sa deuxième femme Heilwig von Urach ; Agnès est la seconde femme de Ulric, qui est enterré à Feldbach[mdlnds 43].

        - Hugues de Vergy († apr. juin 1212)[mdlnds 22].
        - Alix de Vergy  (1182 - 15 fév. ou 8 mars 1251)[mdlnds 1].
x (été 1999) Eudes III de Bourgogne (1166-1218), dont elle est la seconde épouse. Tous deux sont enterrés à Cîteaux. D'où postérité des ducs de Bourgogne[mdlnds 22].
          - Hugues IV de Bourgogne[mdlnds 1].
          - Jeanne de Bourgogne[mdlnds 1].
          - Béatrix de Bourgogne[mdlnds 1].
          - Alix de Bourgogne[mdlnds 1].

        - Nicolette de Vergy († apr. 1197)[mdlnds 22]
        - une fille, prénom inconnu - elle est peut-être Nicolette qui précède. Cette fille de Vergy est la seconde femme d'Anséric III[mdlnds 22].
x Anséric III de Montréal seigneur de Montréal († entre août 1228 et janvier 1236), fils d'Anséric II seigneur de Montréal et de sa femme Sibylle de Bourgogne.
        - Marguerite, dont Bouchard suggère qu'elle peut être une fille de Hugues de Vergy[mdlnds 22].
x André de Nesles. Une fille lui est attribuée, mais celle-ci pourrait aussi être la fille d'une des autres filles de Hugues.
          - Heloise († apr. 26 novembre 1241), connue comme "Elvis nièce de la duchesse (Alix)" ; elle est peut-être la fille d'une des autres filles de Hugues[mdlnds 22].
x Hugues de Paleau († av. 26 novembre 1241), connétable de Bourgogne, fils de Pierre seigneur de Paleau et maréchal.

      - Simon († apr. 1189)[mdlnds 20]. Origine de la branche des seigneurs de Beaumont (XIIe – XIIIe siècles)[12].

  - Églantine de Vergy[mdlnds 44].
x Hugues de Pouilly seigneur de Pouilly-sur-Saône († av. ou vers 1133)[mdlnds 44].
  - Hervé de Vergy  (Arvei ou Arvæum) († 1171 ou apr.), seigneur de Vergy[mdlnds 17].
x Lucie.
    - Savaric de Vergy († ~1166)[N 16]. Il est présumé mort avant la charte faite par son père Hervé de Vergy datée de 1167 et qui nomme son beau-frère héritier de Vergy[mdlnds 17].
    - Elisabeth de Vergy († apr. 1196)[mdlnds 45],[N 6].

  - Arnoul "Cornutus" de Vergy († apr. 1132), enterré à l'abbaye de Tart[mdlnds 16].
  - (issu d'un remariage d'Elisabeth ?) Rodolphe "Crassus" († apr. 1120)[mdlnds 16].
  - (issu d'un remariage d'Elisabeth ?) Grival[mdlnds 16].

La maison de Vergy s'éteignit en 1630 avec Cléradius de Vergy, comte de Champlitte, baron de Vaudrey, gouverneur de la Franche-Comté pour le roi d'Espagne, mort sans enfants de Madeleine de Beauffremont et dernier mâle de sa maison. Il désigna par testament son petit-neveu Cléradius de Cusance, petit-fils de sa sœur Béatrix de Vergy, mariée en 1575 à Vandelin-Simon de Cusance, pour relever les noms et armes de Vergy. Le parlement de Dole confirma cette disposition et Cléradius de Cusance fut mis en possession du comté de Champlitte mais mourut empoisonné en 1634 avant son mariage avec Marie-Célestine baronne de Ray.

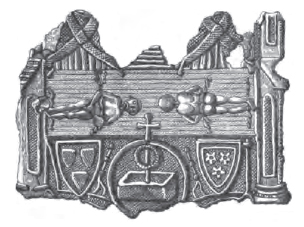
Enseigne du pèlerinage de Lirey représentant le suaire de Turin (croquis d'Arthur Forgeais, 1865).

## Personnalités
- Yves de Vergy, dit de Beaumont († 1275), abbé de Cluny (1257), fondateur du Collège de Cluny  à Paris[18],[19].
- Guillaume III de Vergy de Mirebeau (°1290-), gouverneur du Dauphiné (1356-1360)[20].
- Antoine de Vergy (1375-1439), comte de Dammartin, seigneur de Champlitte, et de Rigney chambellan du roi Charles VI, gouverneur de Brie et de Champagne, maréchal de France, chevalier de la Toison d'Or en 1420[4],[21].
- Jean III de Vergy († 1418), seigneur de Fouvent, de Champlitte, de Port-sur-Saône, Autrey, sénéchal, maréchal et gouverneur du comté de Bourgogne[4].
- Jeanne de Vergy († apr. 23 mai 1428)[mdlnds 40]. En 1357, elle organise dans la collégiale de Lirey (dans l'actuelle Aube) des expositions publiques d'un linceul présenté comme celui du Christ ; relique qu'elle aurait reçu de ses ancêtres. En 1360 Henri de Poitiers, évêque de Troyes, interdit ces expositions car selon lui le linceul est faux puisqu'il n'en est pas fait mention dans les Évangiles. Cependant, en 1390 l'antipape Clément VII, un parent de Jeanne de Vergy, publie une bulle autorisant l'ostension, mais à condition que l'on avertisse les fidèles que « ce n'est pas le vrai suaire qui a recouvert le corps de Jésus-Christ », mais seulement « une figure ou représentation de ce suaire ». Après diverses pérégrinations, la relique devient en 1452 la propriété du duc de Savoie Louis Ier et est conservée depuis 1578 dans la chapelle de Guarini de la cathédrale Saint-Jean-Baptiste de Turin. Il est connu depuis comme le suaire de Turin.
- Jean IV de Vergy († 1461), seigneur de Fouvent, de Vignory et de Saint-Dizier, chevalier de la toison d'or[4],[22].
- Guillaume IV de Vergy († 1520), seigneur de Vergy, de Saint-Dizier, de Champlitte, de Fouvent, d'Autrey, de Rigney, baron de Bourbon-Lancy, chevalier de l'ordre de Savoie, sénéchal et maréchal de Bourgogne, conseiller et chambellan du roi Louis XI qui lui donna le château de Vergy en 1477[4].
- Claude Ier de Vergy († 1560), seigneur de Champlitte, de Fouvent, maréchal et gouverneur du comté de Bourgogne, chevalier de la Toison d'Or[4],[23].
- François de Vergy († 1591), premier comte de Champlitte, seigneur de Fouvent, lieutenant-général et gouverneur du comté de Bourgogne, maire et vicomte de Besançon, chevalier de la Toison d'Or[4],[24].
- Claude II de Vergy († 1602), comte de Champlitte, seigneur d'Autrey, lieutenant, gouverneur et capitaine général du comté de Bourgogne, chevalier de la Toison d'Or[4],[24].
- Cléradius de Vergy († 1630), comte de Champlitte, baron de Vaudrey, gouverneur de la Franche-Comté pour le roi d'Espagne[4],[16], chevalier de la Toison d'Or[25], mort sans enfants de Madeleine de Beauffremont, dernier mâle de la maison de Vergy[16].

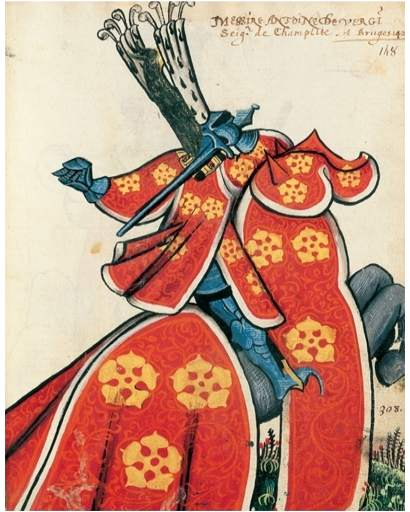
Antoine de Vergy († 1439) Armorial de la Toison d'Or (XVe).
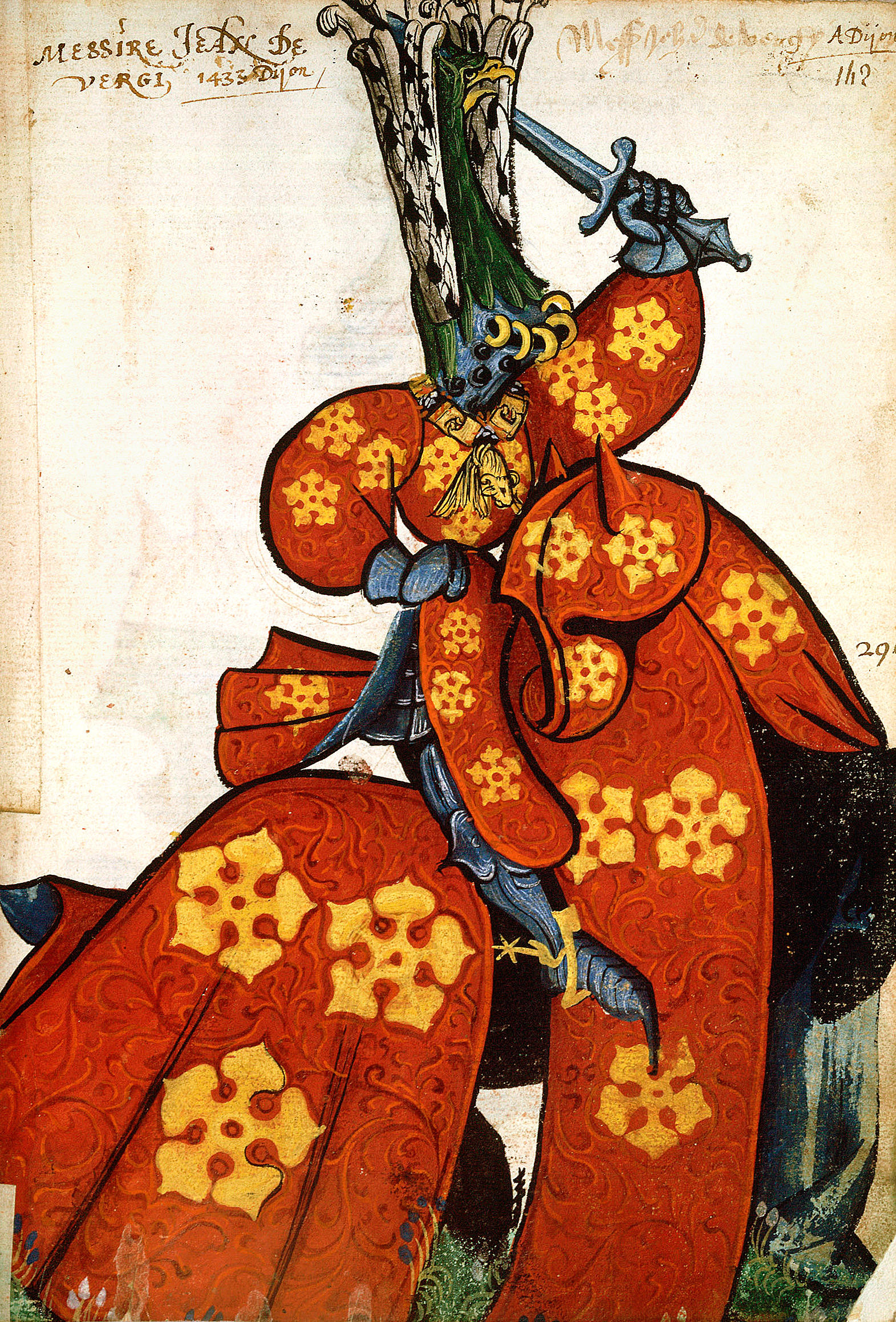
Jean IV de Vergy († 1461) Armorial de la Toison d'Or.
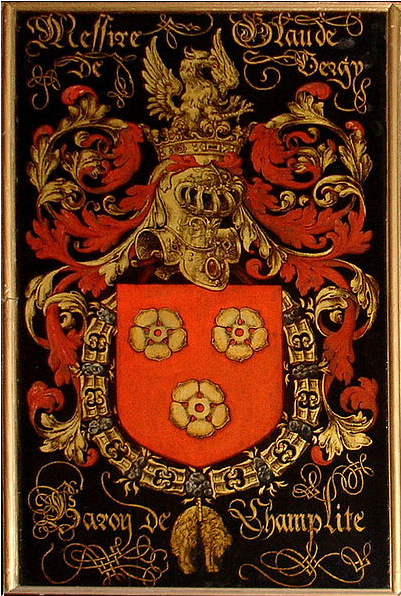
Claude Ier de Vergy († ~1560), armoiries de l'Ordre de la Toison d'Or.

Évêques d'Autun :
- Wallon de Vergy (895-919)
- Hervé de Vergy (920-v.929) (Hervaeus, Herivaeus), dit aussi Hervé de Chalon, neveu du précédent
- Guy de Vergy (1224-1245) (Guido)

Évêque de Paris :
- Humbert de Vergy (1030-1060) (ou Imbert), seigneur de Vergy

Évêque de Mâcon :
- Renaud de Vergy (1185-1197)

Archevêques de Besançon :
- Guillaume de Vergy (1371-1407), cardinal en 1391 (par Clément VII)[4].
- Antoine de Vergy (1502-1541)

## Armes
De gueules à trois quintefeuilles d'or.
Ces armes furent portée par Simon de Vergy († apr. 1131), Guy de Vergy († 1191), Hugues de Vergy († entre 1200 et 1211), Guillaume de Vergy († ~1240), Alix de Vergy (1182-1252), Henri Ier de Vergy († 1258), Agnès de Vergy († ~1265), Jean de Vergy († 1310) et Hélissende de Vergy (1267-1312).

## La famille de Vergy et le saint-Suaire de Turin
La famille de Vergy est la première famille propriétaire historiquement attestée du saint Suaire. C'est Jeanne de Vergy qui à la suite des vœux de son mari Geoffroi de Charny va procéder aux premières ostentations de la relique à Lirey. La relique sera mise à deux reprises à l'abri dans son château de Montfort.[réf. souhaitée]

## Le nom de Vergy dans la littérature

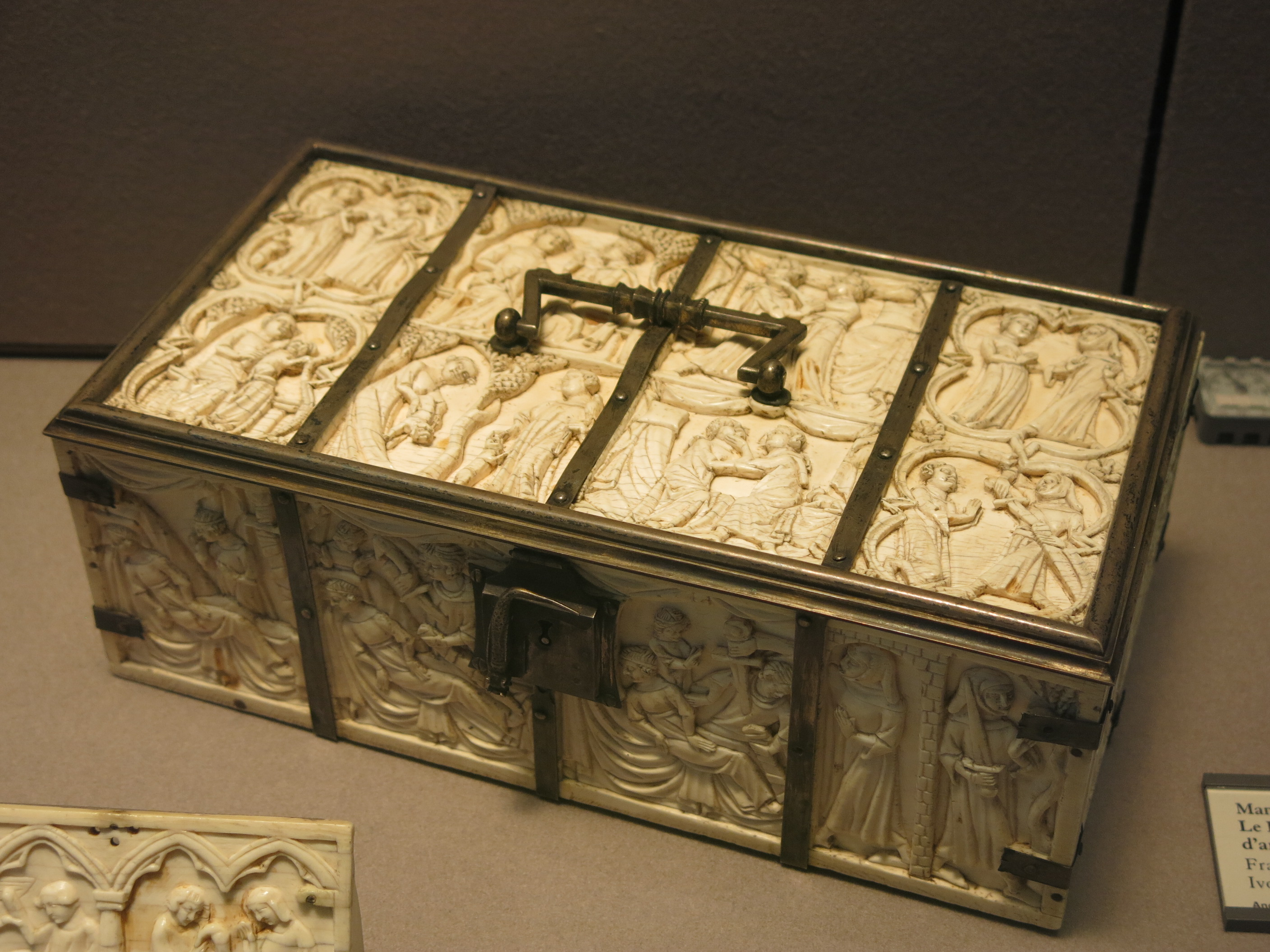
Coffret dit de la châtelaine de Vergy. Louvre.

- La Châtelaine de Vergi : roman courtois du XIIIe siècle, en octosyllabes, anonyme. Très populaire dans les cours, l'intrigue sera reprise par Marguerite de France (1492-1549) dans L'Heptaméron. L'histoire raconte l'enchainement tragique créé par l'amour secret d'un chevalier pour la châtelaine de Vergi, nièce du duc de Bourgogne dont l'épouse est également amoureuse du chevalier[26].
- G. de Montreuil, La violette (ou Gérard de Nevers) : dans ce roman de chevalerie du XIIIe siècle, Gérard de Nevers y défend le château de Vergy contre un autre chevalier.
- Gabrielle de Vergy : Titre d'une tragédie en 5 actes et en vers de 1770 par Pierre-Laurent Buyrette de Belloy, et nom de son personnage de fiction Gabrielle de Vergy dame de Fayel. Avant de mourir en Terre sainte, un chevalier nommé Raoul de Coucy charge son écuyer de porter, après sa mort, son cœur à la dame qu'il aime Gabrielle de Vergy, épouse du comte de Faiel. L'écuyer est surpris par l'époux au moment où il s'acquitte de sa mission. Pour se venger, le comte de Faiel fait manger le cœur à sa femme, qui, instruite trop tard de son malheur, jure de ne plus se nourrir et se laisse mourir de faim[27].

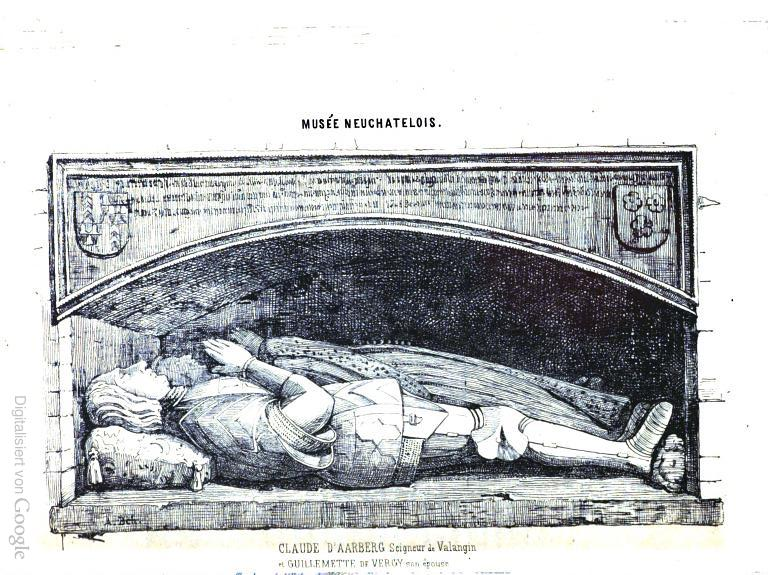
Gisants de Claude d'Aarberg seigneur de Valangin († 1517) et de Guillemette de Vergy († 1543), abb. de Tulley,.

## Lieux de sépulture
- Abbaye de Theuley[29]
- Abbaye de Cîteaux (Alix de Vergy, † 15 fév. ou 8 mars 1251 ; Eudes III de Bourgogne 1166-1218) : leur fille Alix († 1266)[30]
- Abbaye de Foucarmont[N 18]

## Divers
Fin XVe siècle un seigneur de Vergy, favori du duc de Bourgogne, tue Gautier de Maulde. Il se réfugie ensuite à Valenciennes, où il est tué par Guillaume du Pré. Gautier de Maulde, dont les dates de naissance ou de mort ne sont pas citées, était le cinquième enfant de Hugues de Maulde († 1464).
Après la bataille de Ravenne (1512) et dans le contexte de la Ligue catholique unie contre Louis XII, un Vergy est nommé par l'empereur Maximilien à la tête de la seconde armée, qui doit rejoindre la première armée sous les murs de Paris. Selon Zur-Lauben il s'agit de Guillaume de Vergy, cousin de Maximilien.